# Zizi (Vorname)
Zizi ist sowohl ein Vor- als auch ein Familienname.

## Herkunft und Bedeutung
Als ein Vorname ist er hebräischer und ungarischer Herkunft mit der Bedeutung „Gott schwört“ oder „Gott des Schwures/Eides“. Es ist die verkürzte Form des Namens Elisabeth.

## Namensträger
- Zizi Adel (* 1987), ägyptische Sängerin
- Zizi Jeanmaire (1924–2020), französische Balletttänzerin
- Zizi Lambrino (1898–1953), die erste Frau von König Carol II. von Rumänien, siehe Ioana Lambrino
- Zizi Possi (* 1956), brasilianische Sängerin
- Zizi Roberts (* 1979), liberianischer Fußballspieler